# فندقة إسلامية
الفندقة الإسلامية أو الضيافة الإسلامية هي نتاج فلسفي إسلامي يهدف إلى إيجاد قواعد عامة تبين منهجية الضيافة المتوافقة مع أحكام الشريعة الإسلامية و الأساليب التي يجب الأخذ بها لدى إنشاء و إدارة الفنادق الإسلامية بحيث تلتزم بها في خدماتها و معاملاتها. كما أن إدارة الفندق الإسلامي تلتزم بإنشاء لجان رقابة شرعية مهمتها الأشراف على المرافق والعمل والأداء داخل الفندق بما يتوافق مع حيثيات هذه القواعد العامة التي تميز عمل الفنادق الإسلامية عن غيرها من الفنادق التقليدية، بما في ذلك منع بيع الخمور والتدخين ومنع الاختلاط بين الجنسين في حمامات السباحة، واجتناب حفلات الرقص المختلط وعدم تقديم الأطعمة المحرمة، و تقدم تسيهلات لأداء العبادات الإسلامية مثل قاعات الصلاة والإرشادات الخاصة بها، و غيرها.

## وصلات خارجية
- ولادة أول مجموعة فندقية تقتصر استثماراتها على الفندقة الإسلامية
- الفنادق الإسلامية في دبي تتفوق على التقليدية بنسب إشغال تناهز 100%